# Une fois les mythes rentrés chez eux
Une fois les mythes rentrés chez eux (titre original : After the Myths went Home) est une nouvelle fantastique et de science-fiction de Robert Silverberg, s'inscrivant dans le cadre de la « science-fiction new wave ».
Il ne faut pas confondre cette nouvelle avec la nouvelle de Fritz Leiber au titre homophone Si les mythes m'étaient contés.

## Publications
Entre 1969 et 2014, la nouvelle a été éditée à vingt-deux reprises dans des recueils de nouvelles de Robert Silverberg ou des anthologies de science-fiction.

### Publications aux États-Unis
La nouvelle est parue en novembre 1969 chez The Magazine of Fantasy & Science Fiction sous le titre After the Myths went Home.
Elle a ensuite été régulièrement rééditée dans de nombreux recueils de Robert Silverberg et diverses anthologies.

### Publications en France
La nouvelle a été publiée en France :
- dans Fiction no 199, éditions OPTA, juillet 1970, sous le titre Quand les mythes eurent disparu ;
- dans l'anthologie Histoires mécaniques, Livre de poche no 3820, avril 1985 ;
- en 2002, dans l'anthologie Le Chemin de la nuit paru chez Flammarion, avec une traduction de Jacques Chambon et Bruno Martin, avec une nouvelle édition en livre de poche chez J'ai lu en 2004. Elle est donc l'une des 124 « meilleures nouvelles » de Silverberg sélectionnées pour l'ensemble de recueils Nouvelles au fil du temps, dont Le Chemin de la nuit est le premier tome.

### Publications aux Pays-Bas et en Grande-Bretagne
La nouvelle a été publiée :
- aux Pays-Bas sous le titre Nadat de Mythen naar Huis Gingen (1976)[3] ;
- en Grande-Bretagne dans l'anthologie To the Dark Star (1991) sous le titre After the Myths Went Home[4].
- en Croatie sous le titre Kad su mitovi otišli (1983).

## Résumé
Le récit débute ainsi : « En ce temps-là, nous faisions revivre les grands personnages du passé pour voir ce qu'ils avaient été en réalité. C'était vers le milieu des années 12000 — disons entre 12400 et 12450. ». 
Le savant Léor fait revenir à la réalité des personnages illustres et historiques, puis des dieux et des héros de l'Antiquité. Tous ces gens là occasionnant beaucoup de nuisances, on finit par les renvoyer chez eux. Et lorsque des extraterrestres viennent asservir l'Humanité, les hommes n'ont plus de références mythologiques pour les aider. 
La nouvelle se termine ainsi : « Mais les dieux restent silencieux et les héros ne viennent plus. La machine qui scintillait dans le Palais de l'Homme est brisée. Et Léor, son constructeur, n'est plus de ce monde. Les chacals courent dans nos jardins, nos maîtres arpentent nos rues, nous ne sommes plus que des esclaves. Nous sommes seuls sous le ciel effrayant. Définitivement seuls. »